# San Andres Mountains
San Andres Mountains je pohoří ve středo-jižní části Nového Mexika, ve Spojených státech amerických. Leží převážně na jihu Socorro County a severu Doña Ana County, východně od řeky Rio Grande.
Nejvyšší horou je Salinas Peak (2 733 m). Pohoří je z větší části veřejnosti nepřístupné, protože se zde nachází kosmodrom a cvičiště americké armády.

## Geografie
San Andres Mountains se rozkládá ze severu k jihu v délce okolo 200 km, šířku má necelých 100 km.
Západně od pohoří protéká řeka Rio Grande a leží zde pohoří Black Range, východně se nachází pohoří Sacramento Mountains a Sierra Blanca. San Andres Mountains tvoří západní okraj riftového údolí řeky Rio Grande. Jihovýchodně od pohoří je oblast sádrovcových dun, přírodní památka White Sands National Monument.
Oblast má suché podnebí a omezenou vegetaci.

## Geologie
Pohoří je tvořeno především vápencem, na západním svahu se dále nachází načervenalý pískovec, na východním svahu adamellit.